# Protomedetera
Protomedetera là một chi ruồi trong họ Dolichopodidae. Chi này chứa bốn loài ruồi và được tìm thấy ở các nước như Papua New Guinea, Singapore, Malaysia và Indonesia.
Tên gọi của chúng là sự kết hợp của proto và Medetera, đề cập đến một chi trông giống như một loài nhỏ và đơn giản như Medetera.

## Các loài
- Protomedetera biconvexa Tang, Grootaert & Yang, 2018
- Protomedetera biseta Tang, Grootaert & Yang, 2018
- Protomedetera glabra Tang, Grootaert & Yang, 2018
- Protomedetera singaporensis Grootaert & Tang, 2018